# エフエムキャッチ

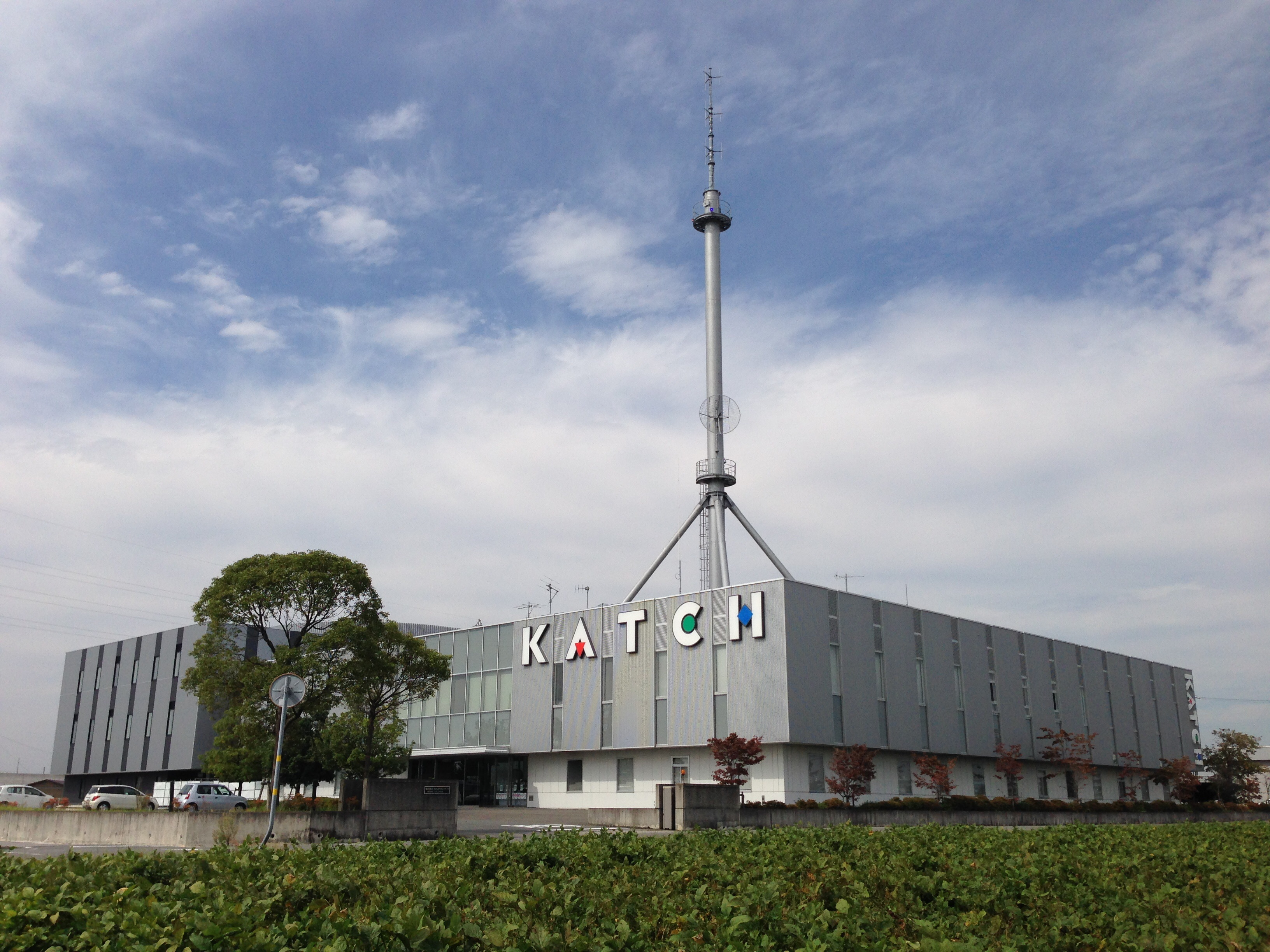
エフエムキャッチがあるキャッチネットワーク本社

株式会社エフエムキャッチ（FM KATCH Inc.）は、愛知県刈谷市、安城市、知立市、高浜市、碧南市の地域を放送区域として超短波放送（FM放送）をする特定地上基幹放送事業者である。
Pitch FM（ピッチ・エフエム）の愛称でコミュニティ放送をしている。

## 概要
2003年（平成15年）開局。
刈谷市に本社を置くケーブルテレビ局のキャッチネットワーク、碧南市、刈谷市、安城市、知立市、トヨタグループや地元企業が出資している。
出資比率からキャッチネットワークがマスメディア集中排除原則にいう支配関係にある。
本社、演奏所（スタジオ）、送信所はキャッチネットワーク社屋の2階にあり、放送スタジオが2つある。
サテライトスタジオ２つ、移動中継車スタジオ１つを持つ。
放送区域は刈谷市、安城市、知立市、碧南市、高浜市及び近隣地域、区域内世帯数は20万世帯を超える。
インターネット配信はFM++による KATCH&Pitch 地域情報として配信。
当時小学５年生による発案で、キャッチネットワークのキャラクター、キャッチくんがカメなのに対し、ウサギのキャラクターを使用している。
また、ステーション名のPitch FMはキャッチくんがグローブを身につけていた事からキャッチャーと見立てた事により、ピッチャーからピッチと名付けられた。
開局後に初めて流れた楽曲はThe Rolling Stonesの「Start Me Up」
アンフォーレスタジオでは開設時よりペーパーレス放送を行なっている。

## 沿革
- 2002年（平成14年）
  - 5月10日 - 放送局（現特定地上基幹放送局）の予備免許取得[2]。
  - 5月31日 - 株式会社エフエムキャッチ設立[3]。
- 2003年（平成15年）
  - 1月8日 - 放送局の免許取得。
  - 1月14日 - 開局[3]。
- 2011年（平成23年）10月5日 - 全国初となる移動中継サテライトスタジオ「サテライトカー」を導入。
- 2012年（平成24年）12月24日 - SimulRadioと独自開発スマートフォン用アプリによるインターネット配信を開始[4]。
- 2016年（平成28年）1月14日 - FM++によるインターネット配信を開始[5]。
- 2019年（平成31年）3月29日 - 高速道路の刈谷PA（刈谷ハイウェイオアシス）にトレーラーハウス型サテライトスタジオ「オアシス スタジオ」を開設。
- 2023年（令和5年）3月29日 - 安城市中心市街地拠点施設（愛称「アンフォーレ」）にトレーラーハウス型サテライトスタジオ「アンフォーレ スタジオ」を開設。

## 内容
通常番組は全て自社制作。
- 当初はInterFMの再送信をしていたが、現在はすべての番組が自社制作番組（Weekend Groovin'はエフエムとよた制作）である。

### 主な自社番組
2025年4月1日時点
1. Pitch Morning Blend / 岡本祐佳、白川洋、Katsuu、但木美孔、鈴木しほ
2. Pitch HAPPY市場 /服部愛子、長尾早希子、伊倉ゆう、塚本陽子、松本伸江
  - リポーター 水曜日：浅井祐香  金曜日：伊倉ゆう
3. 市からのお知らせ広場ぴっちスクエア / 服部愛子、長尾早希子、伊倉ゆう、塚本陽子、松本伸江
4. Break! / 村上史絵良、とうや、まーぼ春雨、中村優花、鶴田龍之介
5. Pitch Beat Street 838 / 笛木良彦、にしざわひろ、浅井祐香、TESHI、酒井直斗
6. 三河みちくさ散歩道 / 鉄崎幹人
7. Covers all Music / 菅沼翔也
8. Holiday Driving Away / 川村茉由
9. Hit Music Graffitti / ふじたあきこ
10. セレクトゾーン / 加藤祐子、オオタエム、ぴんすぽ、Mrs.KUCHO、suzuki yasunori, DJ JUNJUN、TAKAGI HIDEAKI、カリカリカリクソン、おがわさくらこ45、大橋慎、Radio Sun River 他
11. 上田定行のラジオ de いきましょう / 上田定行
12. RADIO GOOD TIME / Misaki（SpecialThanks）
13. Aroud40 女子部Ｚ /塚本陽子、但木美孔
14. 金曜日のオアシス / 第1週：安城商店街アイドル看板娘。　第2週：HAZUFORNIA RADIO 　第3週：FC刈谷　第4週：岩崎真のつぶやきラジオ
15. M-LIBRARY ～年代・ジャンルを越えたノンストップミュージック
16. エンヤサンのずっとはじめまして! / Enya-Sang
17. テルラジ/リンリン、のんのん